# Médaille Carl-Hermann
La médaille Carl-Hermann est une distinction scientifique allemande récompensant de remarquables contributions à la cristallographie. Elle fut créée en 1994 par la Société Allemande de Cristallographie (DGK, Deutsche Gesellschaft für Kristallographie). Son nom évoque l'un des deux inventeurs, au XXe siècle, d'un système international de notation des systèmes cristallins, Carl Hermann. 

## Lauréats
- 2024 : Juri Grin
- 2023 : Rolf Hilgenfeld
- 2022 : Wulf Depmeier
- 2021 : Karl Fischer
- 2020 : Dieter Fenske
- 2019 : Georg E. Schulz
- 2018 : Walter Steurer
- 2017 : Wolfgang Neumann
- 2016 : Hartmut Fueß
- 2015 : Peter Luger[2]
- 2014 : Axel Brunger[3],[4]
- 2013 : Emil Makovicky[5]
- 2011 : Gernot Heger[6]
- 2010 : Wolfgang Jeitschko[7]
- 2009 : Armin Kirfel[8]
- 2008 : Hans Burzlaff[9] (1932- )
- 2006 : Werner Fischer[10] (Jablonec nad Nisou 1931- )
- 2005 : Peter Paufler[11] (Dresde 1940- )
- 2004 : Wolfram Saenger[1]
- 2003 : Hans-Joachim Bunge[12] (Zerbst 1929-2004[13])
- 2002 : Friedrich Liebau[14]
- 2001 : Theo Hahn et Hans Wondratschek[1]
- 2000 : Heinz Jagodzinski[1] (Aschersleben 1916- )[15]
- 1999 : George Sheldrick[1]
- 1998 : Siegfrid Haussühl[1]
- 1997 : Hartmut Bärnighausen[1] (Chemnitz 1933- )
- 1996 : Gerhard Borrmann[1]